# 시날룬가
시날룬가(이탈리아어: Sinalunga)는 이탈리아 토스카나주 시에나도에 있는 코무네다.

## 자매 도시
- 프랑스 아이샹파뉴
- 영국 도킹[1]